# Акатитлан-де-Сарагоса
Акатитлан-де-Сарагоса (исп. Acatitlan de Zaragoza) — посёлок в муниципалитете Ланда-де-Матаморос, мексиканского штата Керетаро. Численность населения, по данным переписи 2010 года, составила 487 человек.